# Švédská ženská hokejová reprezentace
Švédská ženská hokejová reprezentace je výběrem nejlepších hráček ledního hokeje ze Švédska. Od roku 1990 se účastní mistrovství světa žen. Nejlepší výsledek z tohoto šampionátu pochází z let 1990, 2005 a 2007, kdy švédská ženská hokejová reprezentace vybojovala bronz. Má též 5 účastí na zimních olympijských hrách, kde v roce 2006 vybojovala stříbro a v roce 2002 vybojovala bronz.

## Mezinárodní soutěže

### Olympijské hry
Švédsko startovalo na všech pěti ženských turnajích v ledním hokeji na zimních olympijských hrách a dvakrát získalo medaili.
| ZOH  | Místo konání                | M                |
| ---- | --------------------------- | ---------------- |
| 1998 | Japonsko (Nagano)           | 5 místo          |
| 2002 | USA (Salt Lake City)        | Bronzová medaile |
| 2006 | Itálie (Turín)              | Stříbrná medaile |
| 2010 | Kanada (Vancouver)          | 4 místo          |
| 2014 | Rusko (Soči)                | 4 místo          |
| 2018 | Jižní Korea (Pchjongčchang) | 7 místo          |
| 2022 | Čína (Peking)               | 8 místo          |

### Mistrovství světa
Na mistrovství světa startuje Švédsko od roku 1990. Hraje stále v elitní skupině.
| MS   | Místo konání                             | M                | U  |
| ---- | ---------------------------------------- | ---------------- | -- |
| 1990 | Kanada (Ottawa)                          | —                | 4. |
| 1992 | Finsko (Tampere)                         | —                | 4. |
| 1994 | USA (Lake Placid)                        | —                | 5. |
| 1997 | Kanada (různá města v provincii Ontario) | —                | 5. |
| 1999 | Finsko (Espoo)                           | —                | 4. |
| 2000 | Kanada (různá města v provincii Ontario) | —                | 4. |
| 2001 | USA (různá města ve státě Minnesota)     | —                | 7. |
| 2004 | Kanada (Halifax, Dartmouth)              | —                | 4. |
| 2005 | Švédsko (Linköping)                      | Bronzová medaile | 3. |
| 2007 | Kanada (Winnipeg, Selkirk)               | Bronzová medaile | 3. |
| 2008 | Čína (Charbin)                           | —                | 5. |
| 2009 | Finsko (Hämeenlinna)                     | —                | 4. |
| 2011 | Švýcarsko (Curych, Winterthur)           | —                | 5. |
| 2012 | USA (Burlington)                         | —                | 5. |
| 2013 | Kanada (Ottawa)                          | —                | 7. |
| 2015 | Švédsko (Malmö)                          | —                | 5. |
| 2016 | Kanada (Kamloops)                        | —                | 5. |
| 2017 | USA (Plymouth)                           | —                | 6. |
| 2022 | Dánsko (Herning, Frederikshavn)          | —                | 7. |
| 2023 | Kanada (Brampton)                        | —                | 6  |

### Mistrovství Evropy
Švédsko startovalo na všech pěti ročnících mistrovství Evropy a kromě roku 1996, kdy zvítězilo, získalo vždy bronzové medaile.
| MS   | Místo konání                            | Umístění         |
| ---- | --------------------------------------- | ---------------- |
| 1989 | Západní Německo (Ratingen, Düsseldorf)  | Stříbrná medaile |
| 1991 | Československo (Havířov, Frýdek-Místek) | Stříbrná medaile |
| 1993 | Dánsko (Esbjerg)                        | Stříbrná medaile |
| 1995 | Lotyšsko (Riga)                         | Stříbrná medaile |
| 1996 | Rusko (Jaroslavl)                       | Zlatá medaile    |